# Cuprosklodowskita
La cuprosklodowskita és un mineral secundari d'urani, per tant radioactiu, de la classe dels silicats. Rep el seu nom de la seva composició i similitud amb l'sklodowskita, sent l'anàleg de coure d'aquesta.

## Propietats
La seva fórmula química és Cu(UO₂)₂(SiO₃OH)₂(H₂O)₄·2H₂O. És de color verd herba a verd fosc, i el seu hàbit cristal·lí és normalment acicular amb cristalls de punta plana. És altament radioactiva.
Segons la classificació de Nickel-Strunz pertany a «09.AK: Estructures de nesosilicats (tetraedres aïllats), uranil nesosilicats i polisilicats» juntament amb els següents minerals: soddyita, oursinita, sklodowskita, boltwoodita, kasolita, natroboltwoodita, uranofana-β, uranofana, swamboïta, haiweeïta, metahaiweeïta, ranquilita, weeksita, coutinhoïta, ursilita, magnioursilita, calcioursilita i uranosilita.

## Formació i jaciments
Va ser descoberta el 1933 als dipósits de Kalongwe, a la República Democràtica del Congo, on es presenta en associació amb becquerelita, brochantita, uranofana, kasolita, vandenbrandeïta, liebigita i compreignacita. Als territoris de parla catalana ha estat descrita a la mina Eureka (La Torre de Cabdella, Pallars Jussà).